# Oceana
|  | Per a altres significats, vegeu «Oceana Mahlmann». |

|  | Per a altres significats, vegeu «(224) Oceana». |

Oceana és una població del Comtat de Wyoming (Virgínia de l'Oest) als Estats Units d'Amèrica.

## Demografia
Segons el Cens dels Estats Units del 2000 Oceana tenia 1.550 habitants, 660 habitatges, i 460 famílies. La densitat de població era de 450 habitants per km².
Dels 660 habitatges en un 30,2% hi vivien nens de menys de 18 anys, en un 52% hi vivien parelles casades, en un 14,5% dones solteres, i en un 30,2% no eren unitats familiars. En el 28,6% dels habitatges hi vivien persones soles el 13% de les quals corresponia a persones de 65 anys o més que vivien soles. El nombre mitjà de persones vivint en cada habitatge era de 2,35 i el nombre mitjà de persones que vivien en cada família era de 2,86.
Per edats la població es repartia de la següent manera: un 24,1% tenia menys de 18 anys, un 8,3% entre 18 i 24, un 26,7% entre 25 i 44, un 25,5% de 45 a 60 i un 15,3% 65 anys o més.
L'edat mediana era de 40 anys. Per cada 100 dones de 18 o més anys hi havia 80,1 homes.
La renda mediana per habitatge era de 19.273 $ i la renda mediana per família de 25.938 $. Els homes tenien una renda mediana de 36.016 $ mentre que les dones 15.583 $. La renda per capita de la població era d'11.925 $. Entorn del 27,2% de les famílies i el 33,5% de la població estaven per davall del llindar de pobresa.

## Poblacions properes
El següent diagrama mostra les poblacions més properes.